# 夏普斯 (佛羅里達州)
夏普斯（英語：Sharpes）是位於美國佛羅里達州布里瓦德縣的一個人口普查指定地區。

## 地理
夏普斯的座標為28°26′29″N 80°45′40″W / 28.44139°N 80.76111°W，而該地最高點為海拔高度6米（即20英尺）。

## 人口
根據2010年美國人口普查的數據，夏普斯的面積為16.30平方千米，當中陸地面積為7.70平方千米，而水域面積為8.60平方千米。當地共有人口3411人，而人口密度為每平方千米209人。